# Provincie Badajoz
Provincie Badajoz je provincie v západním Španělsku, jedna ze dvou provincií autonomního společenství Extremadura. Sousedí s Portugalskem a s provinciemi Cáceres, Toledo, Ciudad Real, Córdoba, Sevilla a Huelva. S rozlohou 21 766 km² je Badajoz největší španělskou provincií. Na tomto území žije přibližně 665 tisíc obyvatel; hustota osídlení je tedy cca 31 obyv./km². Hlavním městem je Badajoz. V provincii se nachází také Mérida – hlavní město celého společenství.

## Historie
Provincie měla přednostní postavení už v době Římské říše – Mérida byla jednou z jejích metropolí. Když skončilo vizigótské období a Mauři vpadli do Španělska, založila dynastie Ibn-al-Aftas velké středisko kultury a vědy v provincii. Z Extremadury vůbec a z provincie zvláště pocházeli mnozí dobyvatelé Nového světa.

## Geografie
I když jsou v některých částech provincie nízké kopcovité hřebeny, převážnou většinu její plochy představuje jednotvárná planina, plochá nebo mírně zvlněná. Větší řekou provincie je Guadiana, která protíná sever provincie od východu k západu, a její přítoky; ale koryto se naplní jen v některých obdobích roku – jinak není obtížné řeku Guadiana dokonce přebrodit. Klima je kontinentální s velkými teplotními extrémy v létě a chladem v zimě, kdy přes pláně vanou prudké severní a severozápadní větry. Hory, pastviny a středomořské lesy jsou důležitým geografickým rysem provincie.

## Administrativní dělení
Provincie Badajoz se dělí na 134 obcí. Kromě Badajozu, hlavního města provincie, jsou nejdůležitějšími obcemi Almendralejo, Azuaga, Don Benito, Jerez de los Caballeros, Mérida (hlavní město autonomního společenství), Zafra, Montijo a Villanueva de la Serena. Existují zde i tradiční comarky (bez správního významu), například La Siberia a Llanos de Olivenza. Hlavní město Badajoz je nejdůležitějším obchodním centrem provincie.

## Památky
Hospodářství provincie je založeno na turismu a zemědělství. Populárními turistickými destinacemi jsou Badajoz, Fregenal de la Sierra, Jerez de los Caballeros, Llerena, Mérida, Olivenza, Alange, Alburquerque a Almendralejo. Mezi turistické cíle patří také přírodní rezervace Cornalvo, římské divadlo ve městě Mérida, Národní museum římského umění v Méridě, Alcazaba (hradby), Ibn Marwanův pomník a věž Espantaperros v pevnosti Badajoz.

## Symboly provincie
Znak provincie: v modrém poli stříbrný sloup, ovinutý stuhou s heslem "PLUS ULTRA", zleva podpíraný červeným lvem, vše na zeleném pažitu. Znak převýšen otevřenou královskou korunou. Znak byl schválen plenárním zasedáním Provinční deputace dne 27. října 1868. Znak provincie je odvozen od historického městského, kde byly dva Herkulovy sloupy a proti sobě kolem sloupů stáli dva leónští lvi. Současný městský znak je identický s provinčním.
V současné době se užívá silně stylizovaného "znaku" s uzavřenou korunou (jde o grafické logo, ač tak není označováno), a logotypu v podobě stylizované bílé korunky v modrém.
Vlajka provincie: pravděpodobně bez oficiálního schválení užívá provincie modrého vlajkového listu s kompletním znakem provincie.